# ニコラウス・ブルーンス
ニコラウス・ブルーンス（Nicolaus Bruhns, 1665年 - 1697年3月19日）は、17世紀ドイツ・バロック音楽の作曲家兼オルガニスト。ディートリヒ・ブクステフーデは、彼を自分の最も優れた門人であると見なしていた。

## 生涯
シュヴァープシュテットのオルガン奏者であった父パウル（1640年 - 1689年?）から主な指導を受けた後、ブクステフーデに入門。ブクステフーデの応援でコペンハーゲンの宮廷にヴァイオリン奏者ならびに作曲家として職を得る。1689年にシュレスヴィヒ＝ホルシュタインのフースム市のオルガン奏者に任命され、1697年に若くして悲劇的な不慮の死を遂げるまで、その地位にあった（没年齢については31歳説と32歳説があって、はっきりしていない。また、正確な死因もはっきりしていない）。
もっぱらオルガニストとして著名であったものの、ブルーンスは多才な音楽家であった。オルガンのペダルで弾かれたバスの旋律線に合わせてヴァイオリンの即興演奏を行なったことで知られている。また当時の最も優れた教会カンタータの作曲家であった。室内楽も作曲したが、惜しむらくは現在その楽譜は失われてしまっている。
カール・フィリップ・エマヌエル・バッハは、後に父親の伝記作家ヨハン・ニコラウス・フォルケルに、父親がブルーンスの作品を崇拝していたと語っている。バッハの死者略歴は、バッハがブルーンス作品を研究して模倣したと述べているが、この話は音楽的にどことなく不明瞭である。